# Perisphaerus flavicornis
Perisphaerus flavicornis är en kackerlacksart som först beskrevs av Hermann Burmeister 1838.  Perisphaerus flavicornis ingår i släktet Perisphaerus och familjen jättekackerlackor. Inga underarter finns listade i Catalogue of Life.